# Nils Vogt (publicist)
Nils Vogt, född den 27 oktober 1859 i Bergen, död den 27 juni 1927 i  Vestre Aker, var en norsk publicist, son till Niels Petersen Vogt.
Vogt blev student 1876, juris kandidat 1881 och anställdes 1882 som redaktionssekreterare i den konservativa tidningen Morgenbladet, vars huvudredaktör han var 1894–1913. 
Vogt stiftade 1892 Den konservative presses förening, vars ordförande han var 1892–1898, och Norsk presseforbund, vars förste ordförande han var. 
Han har varit korrespondent till Times (1905–1915) och Stockholms dagblad med flera tidningar. I skrifter och föredrag landet runt var han verksam för riksmålet.